# Cubzaguais

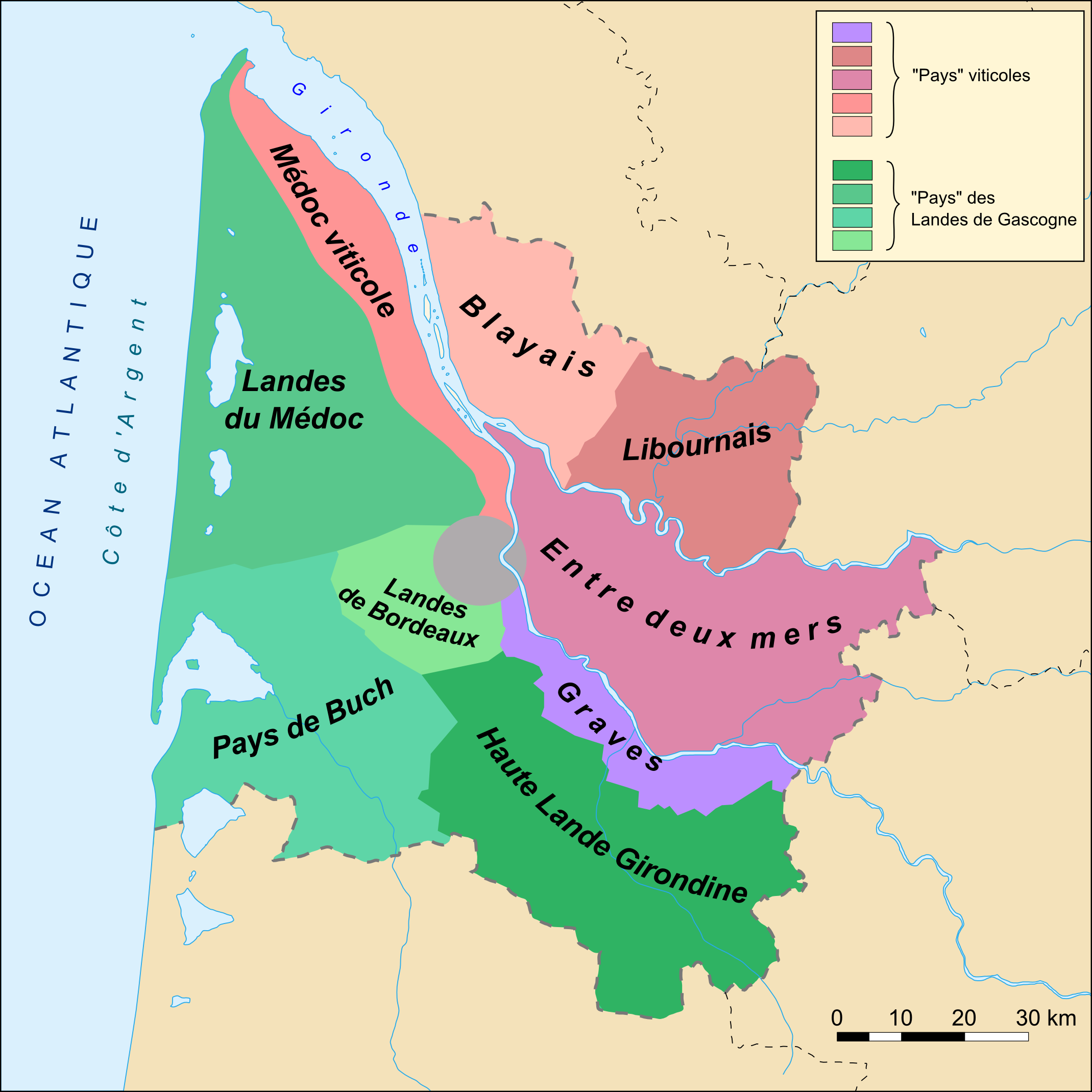
Carte de la Gironde.

Le Cubzaguais est une région du sud-ouest de la France, située autour de Saint-André-de-Cubzac au nord du département de la Gironde. Le Cubzaguais est bordé de la Dordogne à l'ouest, du Bourgeais (région de Bourg) au nord, et du Fronsadais (région de Fronsac) à l'est. Elle fait partie du domaine linguistique gascon, tout en s'étendant également sur le Pays Gabaye.
On trouve différentes façon d'écrire le nom de cette région : Cubzaguais (écriture actuelle), Cubzagais, Cubzadés (en gascon), Cubzadais, Cubzacais (territoire et habitant de Cubzac-les-Ponts).

## Cantons
- canton de Saint-André-de-Cubzac
- autrefois une partie du canton de Saint-Savin.

## Historique
Partie intégrante de l'ancienne province de Guyenne, le Cubzaguais a pour origine un découpage territorial remontant à la période médiévale, des emplacements de quelques mottes féodales puis de maisons fortes avec leurs dépendances qui témoignaient de liens féodaux entre le seigneur de Bourg et celui de Fronsac, chacun ayant pour préoccupation de maintenir une certaine unité sur ses terres . Au moment de la guerre de Cent ans, les fidélités ou allégeances des uns pour les Anglais et des autres pour les Français créèrent une fracture territoriale dont la ligne se trouvait sur le Cubzagais. Ainsi Saint André de Cubzac était une petite sauveté ayant pour origine un prieuré instauré dans la fin du XIIe siècle par l'Abbaye de La Sauve, alors que Cubzac était une forteresse fondée en 1249 pour le compte du roi d'Angleterre. Chaque place possédait des problématiques et les modes de développement propres . Le 1er juin 1341 le roi Edouard III fit précisément délimiter la seigneurie du Cubzaguais, il l'érigea en châtellenie et en fit don à Bérard Ier d'Albret pour services rendus . Ce territoire était progressivement identifié par le terme de "terre du Cubzaguais", puis plus simplement de "Cubzaguais". Ayant évolué en baronnie, le Cubzaguais recouvrait dans la fin du XVIe siècle 19 paroisses qui étaient : Cubzac-les-Ponts, Saint-André-de-Cubzac, Saint-Laurent-d'Arce, Magrigne, Cézac, Marcamps, Cazelles, Prignac, Cubnezais, Gauriaguet, Saint-Antoine, Peujard, Virsac, Aubie-et-Espessas, Laruscade, Cavignac, Marsas, Saint-Gervais.
Salignac dépendait de la seigneurie du Fronsadais.
À la Révolution le Cubzaguais, qui avait l'étendue que nous lui connaissons aujourd'hui, se trouvait sous l'autorité de Jean-Frédéric de La Tour du Pin Gouvernet.
Aujourd'hui, le Cubzaguais comprend 10 communes : Aubie-et-Espessas, Cubzac-les-Ponts, Gauriaguet, Peujard, Saint-André-de-Cubzac, Saint-Antoine, Saint-Gervais, Saint-Laurent-d'Arce, Salignac, Virsac.
Il existe une communauté de communes : la Communauté de communes du Cubzaguais.
Lien vers deux poèmes en gascon du Cubzaguais :
http://www.gasconha.com/spip.php?article220

## Économie
- Région surtout connue pour son vin rouge et blanc mais aussi depuis quelques années pour son vin rosé, crémant, mousseux et pétillant. L'AOC est Bordeaux et Bordeaux supérieur.

- Tourisme